# Claude Dagens
Claude Jean Pierre Dagens (20 de mayo de 1940) es un escritor y sacerdote católico francés, nacido en Burdeos, actualmente obispo de Angoulême. Es miembro de la Academia Francesa de la que ocupa la silla número 1.

## Datos biográficos
Claude Dagens fue el hijo único de un funcionario público municipal de la ciudad de Burdeos, nacido en Caudéran, (actualmente es un barrio conurbado de Burdeos) en una familia creyente (fe católica).
Estudió en el Liceo Michel Montaigne de Burdeos. Atendió después la Escuela Normal Superior de París (promoción 1959) obteniendo la especialidad en letras. Al egresar de la Escuela Normal optó por el sacerdocio a pesar de la oposición de su madre.
Fue miembro de la Escuela Francesa de Roma (1965-1967), y obtuvo su licenciatura en el Instituto Pontificial de Arqueología Cristiana. En 1975 obtuvo su doctorado en letras con una tesis sobre el santo Gregorio Magno, que fue sostenida en la Sorbona bajo la dirección de Henri Marrou, a quien considera su mentor.
En el centenario de la ley de 1905 (ley francesa de separación de la Iglesia y el Estado de 1905), Claude Dagens publicó numerosas reflexiones relativas a la presencia de la Tradición Cristiana y de la Iglesia Católica en la sociedad francesa. 
Fue elegido miembro de la Academia Francesa el 17 de abril de 2008, para la silla número 1 que heredó de René Rémond.

### Ministerios católicos
- Se ordenó sacerdote el 4 de octubre de 1970.
- Sacerdote de Saint-Jacques du Haut-Pas, París (1970-1972).
- Profesor en el seminario diocesano de Burdeos y sacerdote auxiliar de la parroquia de San Fernando (1972-1987).
- Decano de la Facultad de Teología de Toulouse (1981-1987).
- Fue nombrado obispo el 22 de julio de 1987 y consagrado el 20 de septiembre del mismo año.
- Obispo auxiliar de Poitiers (1987-1993).
- Miembro de la Commisión episcopal para la llturgia y el sacramento pastoral.
- Miembro del Comité National del Arte Sagrado.
- Miembro del Comité de Estudios y Proyectos de la Conferencia de obispos de Francia (hasta 2007)

### Ecumenismo
En un artículo del semanario protestante Réforme, Dagens expresa su concepción de la tradición del protestantismo y llama a sostener un diálogo ecuménico que permita aprender "al Dios los unos para los otros".

## Obra
(en francés)
- Éloge de notre faiblesse, Éditions ouvrières, París, 1971.
- Saint Grégoire le Grand. Culture et expériences chrétiennes, París, Études augustiniennes, 1977.
- L'homme renouvelé par Dieu, París-Montreal. « Croire aujourd'hui », 1978.
- Le Maître de l'impossible, París, Communion-Fayard, 1982 (segunda edición, 1988).
- Liberté et passion : la foi chrétienne dans l'histoire, París, Éditions Saint-Paul, 1995.
- Proposer la foi dans la société actuelle, París, Le Cerf, 1994, 3 vol.
- Lettre aux catholiques de France, París, Le Cerf, 1996. Premio de la Academia Francesa.
- L' Église et les Français : crise de la foi, crise morale, crise sociale. Quatorze évêques répondent, París, Ediciones Robert Laffont, 1997.
- Entrer dans le dialogue de la foi, París, Anne Sigier, 2001.
- Va au large, París, Parole et Silence, 2001.
- En coautoría con Véronique Margron, Le rosaire de lumière, París, Le Cerf, 2003.
- En coautoría con Jean Baubérot, L'Avenir de la laïcité, París, Parole et Silence, 2005.
- La nouveauté chrétienne dans la société française. Espoirs et combats d’un évêque, París, Le Cerf, 2005.
- Sur les traces du Christ avec Simon-Pierre, François et Thérèse de Lisieux. Retraites à Rome, à Assise et à Lisieux, París, Parole et Silence, 2006.
- Prólogo de L'Unité de l'Église de Cyprien de Carthage, París, Le Cerf, « coll. Sources chrétiennes », 2006.
- Introducción de Carnets posthumes d'Henri-Irénée Marrou, París, Le Cerf, 2006.
- (Dirección) Pour l'éducation et pour l'école, des catholiques s'engagent, París, Odile Jacob, 2007.
- Méditation sur l'Église catholique en France : libre et présente, París, Le Cerf, 2008.
- Aujourd'hui l'Évangile, París, Parole et Silence, 2009.
- Passion d'Église, París, Parole et Silence, « coll. Communio », 2009.
- Entre Épreuves et Renouveaux : la passion de L’Évangile. Indifférence religieuse, visibilité de l'Église et évangélisation, París, Le Cerf, 2010.
- Discours de réception de Mgr Claude Dagens à l'Académie française et réponse de Florence Delay, suivis des allocutions prononcées à l'occasion de la remise de la croix, París, Le Cerf, 2011.
- Catholiques en France, réveillons-nous!, Montrouge, Bayard, 2012.
- Catholiques et présents dans la société française. Foi en Dieu et démocratie, Montrouge, Bayard, 2012.

## Reconocimientos
- 2008, Claude Dagens fue nombrado Oficial de la Legión de Honor.[5]